# Тифон (устройство)
Тифон или тайфон , гудок — пневматическое звуковое устройство высокой мощности для подачи сигналов в условиях плохой видимости на транспортных средствах различных видов (обычно на судах и на локомотивах), а также — на маяках и на знаках навигационной обстановки.
Как правило, тифон представляет собой металлический корпус с укреплённой на нём наборной мембраной, которая открыта напору нагнетаемого воздуха и под его действием испытывает колебательные движения. Эти колебания подаются на направляющий рупор через резонансную камеру, что позволяет генерировать протяжный и громкий звуковой сигнал.
Название происходит от шведского гудка Kockums Tyfon, в дальнейшем лицензионно изготовлявшегося в США как Leslie Tyfon.
На современных тепловозах и электровозах бывшего СССР есть два сигнала: тифон для предупреждения нештатных ситуаций, и локомотивный свисток для координации нормальной работы железной дороги, с устройством, близким к обычному духовому свистку. На паровозах стоял только свисток, питавшийся не от тормозной магистрали, а из котла со значительно большим давлением, и только в конце паровозной эры стали устанавливать тифоны.

## Галерея

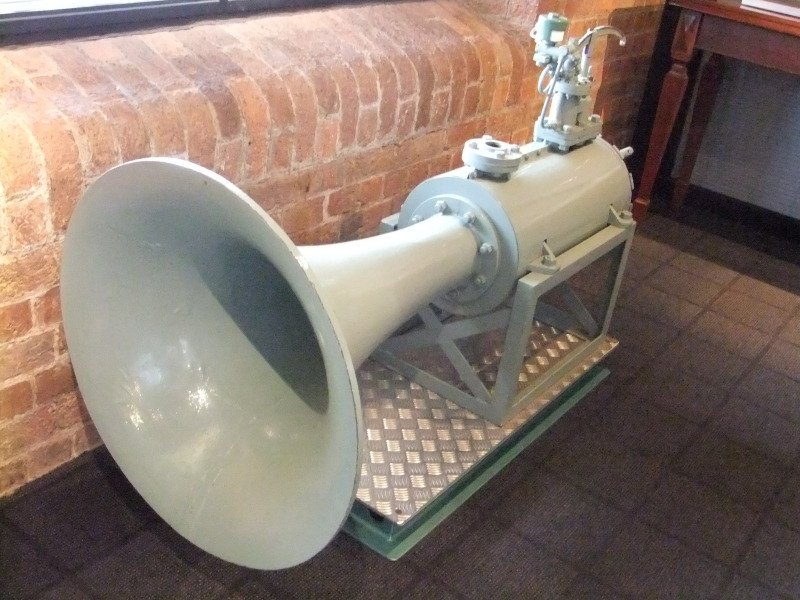
Паровая сирена с супертанкера, в морском музее, Англия
- Трёхкратное звучание тифона электровоза ВЛ11 при приближении к остановочной платформе (при следовании возле неё звучит свисток)
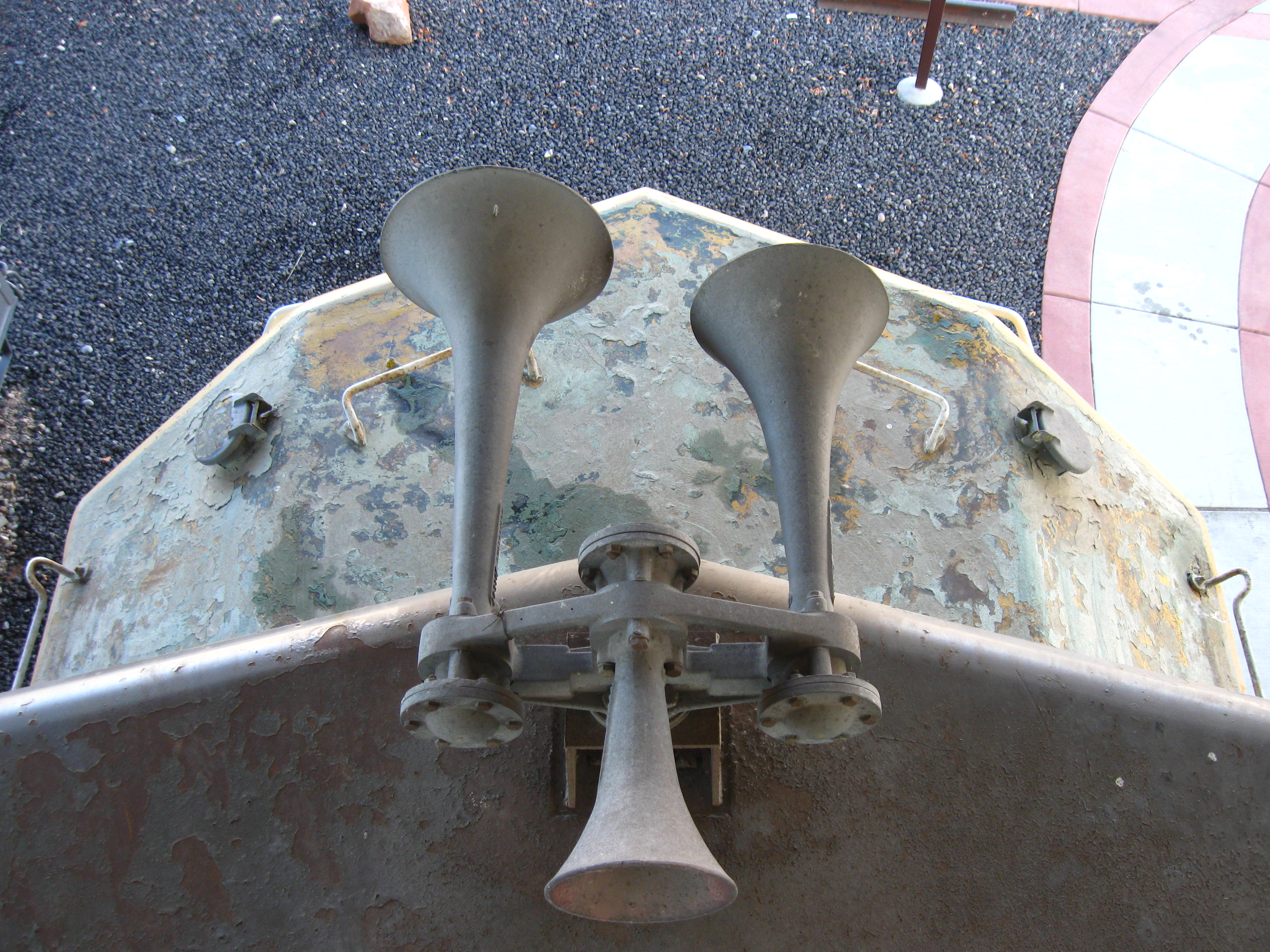
Тифон на крыше тепловоза